# Okkultist (Band)
Okkultist ist eine 2016 von Beatriz Mariano und Leander Sandmeier gegründete Death-Metal-Band aus Lissabon.

## Diskografie
Studioalben
- 2019: Reinventing Evil (26. April 2019; Alma Mater Records)
- 2023: O.M.E.N. (21. April 2023; Alma Mater Records)

EPs
- 2017: Eye of the Beholder (Alma Mater Records)